# Moșna, Iași
Moșna là một xã thuộc hạt Iași, România. Dân số thời điểm năm 2002 là 1937 người.